# Devotos Mirins
Devotos Mirins é um projeto do Santuário Nacional de Nossa Senhora Aparecida de relacionamento com as famílias e de evangelização para as crianças  especialmente até 12 anos que oferece para as famílias cadastradas uma revista em quadrinhos com materiais de catequese, de educação de forma geral, cidadania, sempre alicerçados em valores cristãos. Criado em outubro de 2006, vinculado à Família dos Devotos, leva a mensagem de Deus, o amor de Nossa Senhora para muitas famílias em todo o Brasil.
Além da Revista Mensal, vários materiais no site Devotos Mirins no Portal A12, jogos infantis em aplicativos e diversos conteúdos no canal do YouTube da turma Devotos Mirins e redes sociais contribuem para a formação cristã, pessoal e cultural das crianças. Isso tudo somando com as informações daquilo que acontece no Santuário Nacional.
Também vários produtos da marca Devotos Mirins foram lançados nas lojas, tais como brinquedos, pelúcias, livros, cadernos, mochilas, entre outros.

## História

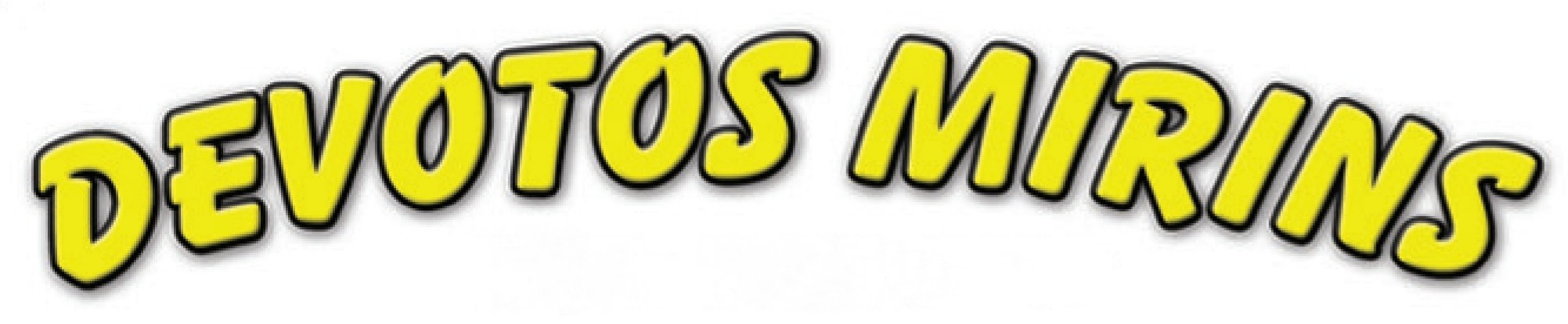
Logotipo antigo (2006–2011)

Desde o ano de 2003, os devotos de Nossa Senhora Aparecida se denominam “Tijolinhos Vivos nesta construção”, dando vida às paredes do Santuário Nacional. Inspirados nesse sentimento, em julho de 2006 nasce o personagem Tijolinho. Os outros personagens vieram em seguida, com contexto histórico, pois são sustentados pelos personagens verídicos do encontro da Imagem de Nossa Senhora Aparecida ocorrido em 1717. Em outubro de 2006, foi publicado o primeiro exemplar da revista Devotos Mirins que foi originalmente feita em animação digital em 3D-CGI, enviada para todas as crianças cadastradas na Campanha dos Devotos (atualmente Família dos Devotos). Em 2008, a revista ganhou o apoio da Comissão Episcopal Pastoral para a Animação Bíblico-Catequético, da CNBB.
Em 2011, a revista passou de ser reformulado e redesenhado que ganhou o novo formato, novos personagens, mais passatempos e diversão e agora é formato de um gibi e animação 2D.
O Santuário Nacional inaugurou uma área infantil Espaço Devotos Mirins em 1 de outubro de 2014, localizado por subsolo do Santuário e no horário de segunda a sexta, das 9h às 18h; sábados e domingos: 8 às 17h.

## Personagens

### Principal
- Tijolinho (Outubro de 2006)[7] — É um tijolo que simboliza a cada pequeno tijolo que ajuda na obra da Casa da Mãe Aparecida, e é o protagonista, ele usa o casaco azul e o capacete de construção, e também fala sobre às histórias bíblicas e o Santuário.
- Domingos (Outubro de 2006) — Um garoto loiro que usa óculos, ele é inteligente que adora fazer experiências e invenções, e o Devoto Mirim. Ele mesmo inventou uma robô cor-de-rosa chamada Rose Robô.
- Felipe (Outubro de 2006) — Um menino esportista e aventureiro, e o Devoto Mirim.
- Cidinha (Aparecida) (Outubro de 2006) — Uma menina que usa flor no cabelo, camisa roxa e short rosa, ela sempre toca o violão, e também uma Devota Mirim.
- João (Outubro de 2006) — Um pequeno garotinho mais novo e um Devoto Mirim.
- Silvana (Outubro de 2006) — Uma garota loira e uma Devota Mirim, que ela ama a natureza e da Mãe Aparecida.
- Zaca (Zacarias) (Julho de 2011) — Um garoto negro e o Devoto Mirim.
- Itamar (Julho de 2011) — Um garoto mau-humor e o Devoto Mirim.
- Pingo (Julho de 2011) — É o cachorro de estimação de João.

### Recorrente
- Téo (Julho de 2011) – Um anjo da guarda que cuida de Tijolinho e seus amigos, sempre pronto para ajudar e proteger.
- Padre Bento (Agosto de 2011) – O padre da comunidade, que ensina catequese e guia os amigos em suas descobertas sobre a fé
- Tio Atanásio (Agosto de 2011) – É o dono do sítio, onde os amigos vivem muitas aventuras e aprendem sobre a natureza.
- Vô Berto (Novembro de 2011) – Um sábio avô que gosta de ensinar com a prática, transmitindo seus conhecimentos e experiências de vida.
- Vó Zilda (Setembro de 2011) – Uma avó da turma e uma cozinheira que cozinha com muito amor.
- Clarinha (Fevereiro de 2013) - Uma menina de cadeira de rodas e a melhor amiga do Tijolinho e seus amigos.
- Rose Robô (Agosto de 2021) – Uma robô cor-de-rosa inventado pelo Domingos, a Rose Robô é uma companheira fiel e inteligente, que ajuda o Tijolinho e seus amigos em suas aventuras e aprendizados.

## Mídias

### Jogo eletrônico
Desde 2016, o Portal A12 lançou 8 jogos educativos dos personagens Devotos Mirins, são produzidos diretamente para dispositivos iOS e Android: Máquina do Domingos; O Jardim da Silvana; Trilha da Cidinha; O Piquenique do Itamar; Pingo Pet; As Aventuras do Anjo Téo; Torneio do Felipe; Tijolinho Code.

### DVD
Em 2018, o Santuário Nacional de Aparecida lançou oficialmente o primeiro e único DVD Devotos Mirins: O Musical, que contém 12 clips músicais em karaokê.

## Adaptações
A primeira adaptação foi o programa infantil Clubti, que apresentou o personagem Tijolinho (manipulado e dublado por Rafael Costa) em 20 de julho de 2009 e 28 de agosto de 2021 na TV Aparecida.
A segunda adaptação foi o Devotos Mirins Show, foi criado e dirigido por Romulo Barros e estreou em 4 de setembro de 2021, exibido nas tardes de sábados. E a terceira adaptação foi o desenho animado Turma do Tijolinho que estreou em 7 de janeiro de 2023 (na estreia da 2ª temporada de Devotos Mirins Show).

## Curiosidades
- A primeira aparição do Tijolinho foi em julho de 2006 como mascote do Santuário Nacional de Aparecida, mas em outubro do mesmo ano se tornou como protagonista dos quadrinhos.
- A primeira versão do Domingos na era 3D-CGI de 2006, o cabelo está marrom, e usa macacão azul escuro,[14] na segunda versão em 2007, a aparição do desenho do símbolo da Mãe Aparecida no macacão do Domingos.[15]
- A primeira versão do Felipe em 3D-CGI de 2006, ele usa boné, camisa vermelha com carro de corrida e calça azul[16], e na segunda versão em 2007, com mesma roupa e com desenho do símbolo da Mãe Aparecida na camisa vermelha do Felipe[15] e na versão atual em 2D de 2011, ficou sem boné e com camisa vermelha sem desenho e short azul.
- A primeira versão da Cidinha em 2006, ela usa vestido cor de lavanda com desenhos de Borboleta.[17] Na segunda versão em 2007, ela usa camisa azul e macacão rosa com desenho do símbolo da Mãe Aparecida.[15]
- A primeira versão do João em 2006, o cabelo do João tá marrom, ele usa camisa azul com desenho de Formiga e short marrom[16], na segunda versão em 2007, foi mudado, usa camisa branca com desenho de Tijolinho, e short laranja[15], e na versão atual em 2D de 2011, a cor do cabelo do João tá vermelho, camisa azul e short vermelho.
- A primeira versão de Silvana em 2006, ele usa camisa azul com macacão azul normal[14], e a segunda de 2007 pela aparição do desenho do símbolo da Mãe Aparecida do macacão da Silvana[15], e na versão atual em 2D de 2011, foi mudada, ela usa vestido rosa com desenho da Flor e saia azul.